# USS Annapolis (SSN-760)
Pour les autres navires du même nom, voir USS Annapolis.
Le USS Annapolis (SSN-760) est un sous-marin nucléaire d'attaque américain de classe Los Angeles nommé d'après Annapolis au Maryland. Construit au Chantier naval Electric Boat de Groton, il a été commissionné le 11 avril 1992 et est toujours actuellement en service dans l’United States Navy.

## Histoire du service

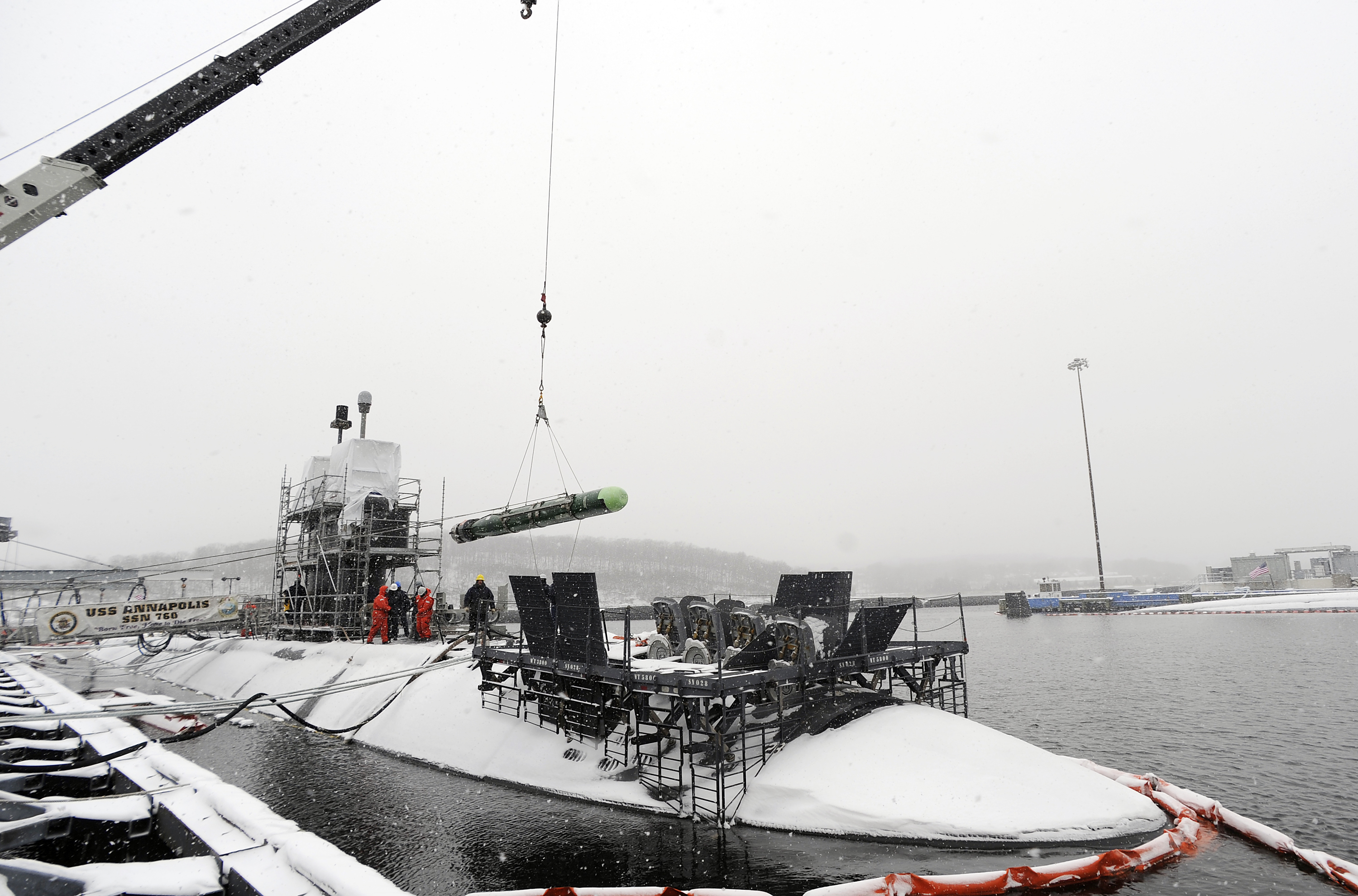
Une torpille Mk 48 ADCAP embarqué à bord du SSN-760 en 2009.

L’USS Annapolis serait l’un des premiers sous-marins dotés de capacités de lutte informatique offensives. Le journaliste d’investigation Adam Weinstein et William M. Arkin, spécialiste du renseignement américain ont écrit que l'Annapolis « et ses semblables sont les agents infiltrés de la nouvelle cyberguerre ». Ces sous-marins « se rapprochent de l’ennemi quel qu’il soit – à l’intérieur de leur zone de défense – pour s’infiltrer, tromper et pirater. Ils le font par le biais d’antennes et de systèmes de collecte. Certains d’entre eux sont des dispositifs uniques conçus pour atteindre une ou des cibles spécifiques ».